# Pametna mreža
Pametna mreža je električna mreža koja uključuje različite aktivnosti i načine mjerenja koji uključuju pametne mjerne uređaje, pametne aplikacije, obnovljive izvore energije, te uređaje visoke učinkovitosti. Vrlo važan dio pametne mreže su: proizvodnja električne energije, dinamička kontrola proizvodnje i distribucija električne energije.
Prednost tehnologije Pametne mreže zasniva se na temeljitoj reviziji i obnovi svih industrijskih električnih usluga, također je usmjerena i na tehničku infrastrukturu.

## Razvoj Pametne mreže

#### Povijesni pregled razvoja
Prvi sustav mreže napajanja izmjenične struje je postavljena 1886 u Velikom Barrington-u, Massachusetts. U to vrijeme, mreža je bila jednosmjerno centralizirani sustav električnog prijenosa, distribucije i osnova za kontroliranje je bila potražnja.
U 20-tom stoljeću lokalne mreže su rasle, te su bile vrlo često povezivane s ekonomijom i pouzdanošću. Do 1960-te, električne mreže razvijenih zemalja postale su velike, složene i povezane s tisućama centrala za proizvodnju struje, one su napajale sva mjesta s visokim opterećenjima linija, manje industrijske korisnike i kućanstva. Smještaj mreža iz 60-tih godina bio je rezultat ekonomske isplativosti pojedinih energenata, poput ugljena, plina i nafte koji su pokretali elektrane od 1GW do 3 GW. Isplativost takvih postrojenja rasla je usporedno s veličinom takvih postrojenja.
Elektrane su strateški bile smještene blizu velikih rezervi fosilnih goriva ( blizu rudnika i bušotina, ili blizu željeznica, glavnih prometnica ili luka kako bi se što lakše opskrbljivale). Smještanje hidroelektrana s branama je također utjecalo na raspored i strukturu električne mreže. 
Nuklearne elektrane bile su smještene blizu izvora za hlađenje. Naposljetku, elektrane pokretane fosilnim gorivima su bile vrlo velik izvor zagađivanja i počelo ih se smještati izvan područja okupljanja stanovništva čim je to razvoj električne mreže dopustio. Do kasnih 60-tih, električne mreže su opskrbljivale većinu stanovništva, izuzev područja koja su i dalje bila vrlo nepristupačna.
Mjerenje potrošnje električne energije bilo je neizbježno na dnevnoj bazi, jer su razine potrošnje krajnjih potrošača bile različite. Zbog ograničenog skupljanja i obrade podataka tijekom razvoja električne mreže,  dogovoreni su tarifni modeli, jednotarifni i dvotarifni modeli. Dvotarifni je imao jeftiniju noćnu struju zbog manjeg opterećenja mreže. Dvostruka tarifa omogućila je korištenje struje tijekom noći po povoljnijoj cijeni u svrhu održavanja toplinskih spremnika koji tijekom dana se koriste kako bi se smanjio broj turbina koji bi se trebao biti preko noći isključen. Time se popravila stabilnost i profitabilnost elektrane i prijenosnih mreža.  
Tijekom 1970-te, te do 1990-te, rastuća potražnja vodila je i prema povećanju broja elektrana. U nekim područjima, opskrba strujom, osobito u razdobljima vršnih zahtjeva, nije mogla pokriti potražnju, rezultirajući lošom kvalitetom struje, nestajanjem struje i smanjenjem mogućnosti korištenja struje. Industrije poput toplinarstva, komunikacijskih tehnologija, markentištva tražile su sve veću pouzdanost u opskrbi.
Od kraja 20-og stoljeća do danas, postavljeni su obrasci potrošnje: grijanje i hlađenje kućanstava vodili su do dnevnih vrhunaca potražnje, što je omogućilo korištenje pojedinih elektrana u samo određenim dijelovima dana.  Relativno niska upotreba ovakvih vršnih elektrana  (najviše su korištene elektrane pogonjene prirodnim plinom, zbog niskih troškova ulaganja i brzog uključivanja u mrežu) rezultiralo je većim troškovima elektrana, što se odrazilo i povećanjem cijena tarifa.
U 21. stoljeću, zemlje u razvoju poput Kine, Indije, Brazila smatraju se novim pokretačima razvoja pametnih mreža.

### Područje razvoja
Od početka 21. stoljeća, sve izražajnije postaju prednosti Pametne mreže u električno-komunikacijskoj mreži, osobito na području mjeriteljstva i raspodjele troškova. Tehnološka ograničenja u mjeriteljstvu nisu više ne prisiljavaju da se, tijekom najvećih opterećenja pri opskrbi, trošak dijeli ravnomjerno. 
Rastuća zabrinutost za zagađenje okoliša fosilnim gorivima dovela su do velikog razvoja i korištenja obnovljivih izvora. Dominantni izvori kao što su vjetar i sunčeva energija su vrlo promjenjivi, te stoga zahtijevaju komplicirani sustav upravljanja, kako bi se lakše spojio izvor s visoko kontroliranom mrežom. El. energija iz fotonaponskih ćelija (i s manjih vjetroelektrana)  dovodi u pitanje potrebu za velikim centraliziranim elektranama. Brzo padajući troškovi ukazuju na promjenu s centralizirane mreže na onu koja je široko rasprostranjena. 
Velika zabrinutost vezana uz terorističke napade u pojedinim zemljama ukazala je na potrebu za snažnijom mrežom koja je neovisna o centraliziranim elektranama (koje mogu biti mete tih napada).

### Definicija Pametne mreže
Neke od karakteristika pametne mreže su:
(1)  Povećano korištenje digitalnih informacija i kontrolnih sustava da bi se poboljšala pouzdanost, sigurnost i efikasnost električne mreže. (2) Optimizacija mrežnih operacija s kibernetičkom zaštitom. (3) Primjena i integracija instaliranih izvora i elektrana, uključujući i obnovljive izvore. (4) Razvoj i ugradnja sustava ponude/potražnje i visoko učinkovitih izvora. (5) Primjena pametne tehnologije (automatizacija, interaktivna tehnologija koja optimizira operacije distributerskih uređaja i potrošačkih uređaja) za mjerenje, povratnih informacija i statusa mreže, te automatizaciju distribucije. (6) Integracija pametnih uređaja i potrošačkih uređaja. (7) Primjena i integracija naprednih skladišta el. energije i tehnologije koja smanjuje visoka opterećenja, uključujući električna i hibrida vozila, te dizalica topline za hlađenje. (8)  Povremeno obavještavanje o primjeni i opremi spojenoj na električnu mrežu. (9) Razvoj standarda za komunikaciju i interoperabilnost uređaja i opreme povezane s el. mrežom, uključujući i infrastrukturu koja služi mreži. (10) Identifikacija i smanjenje kompliciranih i nepotrebnih prepreka pri instalaciji pametnih tehnologija, usluga i navika.

### Rane tehnološke inovacije
Tehnologija Pametne mreže zahtijevala je već vrlo rano korištenje elektroničkog kontroliranja, mjerenja i praćenja. U 1980., koristilo se za mjerenje automatsko očitavanje za praćenje opterećenja velikih potrošača, taj razvoj se nastavio i s naprednom mjernom infrastrukturom u 90-tima, čiji su mjeriteljski uređaji mogli pohraniti el. struju koja se onda mogla koristiti u različitim periodima dana. Pametnim uređajima dodano je i kontinuirano komuniciranje kako bi se praćenje moglo obavljati u realnom vremenu,  a mogli su se koristiti i kao poveznica između uređaja za reguliranje potražnje i pametnih utičnica u kućanstvima. Rane verzije tehnologija za upravljanje potražnjom bili su dinamički uređaji bilježenja potražnje koji su bilježili opterećenje na mreži prateći promjene frekvencije struje kojom se opskrbljuje. Uređaji kao što su industrijski i kućanski uređaji za klimatizaciju, hlađenje i grijanje prilagodili su svoje kružne cikluse da bi se izbjeglo njihovo korištenje za vrijeme vršnih opterećenja mreže. Početkom 2000.-te, Talijanski Telegestore Project bila je prva mreža velikog broja kućanstava koja je koristila pametne mjerne uređaje povezane s nisko propusnim linijama komunikacije.

## Značajke Pametne mreže
Pametna mreža predstavlja velik opseg trenutnih i predloženih ciljeva za opskrbu el. energijom. Zbog različitih čimbenika nema dogovorene univerzalne definicije. Unatoč tome, jedna moguća kategorizacija je dana ovdje.

### Pouzdanost
Pametna mreža koristi tehnologije kao što su procjena stanja mreže, koja olakšavaju otkrivanje kvara i dopušta sustavu da sam otkloni problem bez intervencije tehničara. To osigurava pouzdanu opskrbu električnom energijom i smanjuje ranjivost na prirodne katastrofe ili kibernetičke napade. Iako su višestruke rute promatrane kao značajka pametne mreže i stare mreže su su sadržavale višestruke rute. Inicijalne linije unutar mreže bile su građene u radijalnom obliku, poslije je povezanost bila zajamčena s višestrukim rutama, zvanim mrežnim strukturama. Međutim, ovo je stvorilo novi problem: ako trenutni protok ili srodni efekti u mreži prelaze određena ograničenja mrežnog elementa, može doći do nestanka struje u vodu, a struja bi se prebacila na druge elemente mreže, što može na kraju uzrokovati i gašenje tih elemenata i prouzročiti domino efekt. Ovakvo opterećenje se regulira promjenom napona mreže. Ekonomski utjecaj unaprijeđene pouzdanosti i fleksibilnosti mreže je područje brojnih studija i može se izračunati koristeći barem jedan proračunski alat.

### Fleksibilnost u smještaju mreže
Prijenos i distribucija u budućnosti bit će u mogućnosti bolje podnositi bidirekcionalni energijski tok, time će omogućiti distribuciju proizvedene struje s fotonaponskih panela sa zgrada, s gorive ćelije, vjetroturbina, struje s hidroelektrana, i drugih izvora.
Klasične mreže bile su konstruirane za jedan tok elektriciteta, ali lokalne podmreže mogu proizvoditi više energije nego što je koriste, obrnuti tok povećava sigurnost i pouzdanosti.

### Efikasnost
Očekuju se doprinos ukupnom poboljšavanju učinkovitosti energetske strukture od uporabee tehnologije Pametne mreže, posebice upravljanje potrošnjom, npr. isključivanje klimatizacijskih uređaja tijekom vršnih opterećenja, smanjenje napona distribucijskih vodova kroz Voltage/Var Optimization (VVO) te balansiranje proizvodnje i potražnje. Učinak je uklanjanje smetnji u prijenosnim i distribucijskim linijama, i velika stabilnost proizvođača, što omogućuje nižu cijenu struju.

### Prilagodba opterećenja i balansiranje opterećenja
Ukupno opterećenje na el.mrežu može biti visoko. Ukupno opterećenje je zbroj svih pojedinačnih opterećenja klijenata, ono nije stabilno i često varira. Uobičajeno, da bi se odgovorilo na brzo povećanje u potrošnji struje, sporedni generatori su postavljeni u pripravni način rada, što je brže nego paljenje velikih generatora. Pametna mreža šalje upozorenje na televizore u kućanstvima, ili neki drugi veći potrošački uređaj, da se smanji opterećenje i tako se osigura vrijeme potrebno za paljenje većih generatora. Koristeći matematičke algoritme moguće je predvidjeti koliko je potrebno sporednih generatora koristiti. U uobičajenim mrežama, stopa kvarova može biti smanjena na račun više manjih sporednih generatora.
Uobičajene strategije balansiranja opterećenja napravljene su da bi promijenile potrošačev način korištenja el.energije i time ujednačile potražnju. Razvoj u pohrani el. energije i individualni obnovljivi izvori energije su pružili priliku ostvarivanju izbalansirane mreže koja ne utječe na način ponašanja potrošača. Uobičajeno, spremanje energije tijekom nižih opterećenja olakšava opskrbu tijekom vršnih opterećenja.  

### Izjednačavanje i smanjenje visokih opterećenja i određivanje vremena skupljih cjenovnih tarifa
Da bi se smanjila potrošnja tijekom razdoblja vršnih opterećenja, tehnologija za mjerenje i komunikaciju šalju informacije s uređaja, u kućanstvu i poslovnim zgradama, kad je potražnja energije visoka i prate koliko se energije koristi i na koji je korištena. To daje poduzećima za praćenje potrošnje mogućnost smanjena potrošnje tako što mogu direktno kontrolirati uređaj i time smanjuju opterećenje sustava. Npr.  mijenjanje temperature koja je postavljena na klimatizacijskim uređajima u poslovnim i stambenim objektima. Da bi motivirali poduzeća da smanje upotrebu i da bi proveli vršno izjednačavanje, cijene el. energije povećava se tijekom razdoblja velike potražnje i smanjuje se tijekom razdoblja visoke potražnje. Cilj je da potrošači i poduzeća smanje korištenje el. energije tijekom vršnih opterećenja i postanu svjesni financijske koristi. Klimatizacijski uređaji bi se palili periodično te se strojevi, kao što su perilice suđa peru u razdobljima od 21:00-05:00.

### Održivost i mogućnosti tržišta
Poboljšana fleksibilnost Pametnih mreža omogućuje primjenu obnovljivih izvora energije kao što su solarna energija i energija vjetra. Trenutna infrastruktura mreža nije napravljena da bi omogućila više distributivnih feed-in područja, te učestalo ako je nekom omogućen feed-in na lokalnoj distribucijskoj razini, infrastruktura glavne mreže to ne omogućuje. Brze promjene u distribucijskim generatorima, kao što su zbog naoblake ili vjetrovitog vremena, predstavlja izazov za inženjere energetike. Tehnologija Pametnih mreža je uvjet za velike udio obnovljivih izvora energije u mreži.
Pametne mreže omogućuju komunikaciju između proizvođača (cijene energije) te potrošača (volja za plaćanje), te im omogućuje, da budu fleksibilniji i detaljniji u djelovanju. Bit će potrebno plaćati vršna opterećenja maksimalnom cijenom energije, što će potrošače učiniti više strategičnim u korištenju energije. Učinak je pozitivan i ide u korist energetske efikasnosti. 

### Odgovor na potražnju
Sustav Odgovora na potražnju omogućio je generatorima i opterećenjima automatsku interakciju, koordinirajući potražnju tako da bi se ublažila vršna opterećenja. Eliminira se rasipanje energije, koje se pojavljuje u vršnim opterećenjima, trošak postavljanja rezervnih generatora te se smanjuje trošenje i propadanje opreme. Produljuje se životni vijek opreme, te omogućuje korisniku smanjenje računa za el. energiju tako što uređajima niskog prioriteta određuje rad samo onda kad je el. energija jeftina.
Mrežni sustav ima različite razine komunikacije s kontrolnim sustavom. Informacije teku u jednom smjeru, od korisnika (opterećenja) natrag prema postrojenjima. Postrojenja pokušavaju predvidjeti potražnju, te u tim pokušajima katkad uspijevaju, a katkad ne (nestanak struje, struja loše kvalitete).  Maksimalna količina potražnje el. energijom može imati široku raspodjelu koja zahtjeva sporedne generatore u pripravnom stanju kako bi mogli odgovoriti na promjenu korištenja energije. Jednosmjerni tok informacija je skup, posljednjih 10% energetskog kapaciteta proizvodnih postrojenja tražen je u 1% vremena, s druge strane nestanak struje može biti jako skup za potrošače.

### Platforme za napredne usluge
Kao i u drugim industrijama, korištenje dvosmjernih komunikacija, naprednih senzora i drugih distribucijskih tehnologija unaprijedit će efikasnost, pouzdnost, sigurnost u dostavljanu i korištenju energije.  Otvara vrata za cijeli niz novih usluga i poboljšanja na postojećim mrežama, kao što su protupožarni senzori, koji mogu sami isključit zahvaćeni dio mreže požarom, automatsko signaliziranje kvarova.itd.

## Tehnologija
Velik broj tehnologija, koje se koriste u Pametnoj mreži, već je u primjeni.
-Integrirana komunikacija: Područje poboljšanja: automatizacija podstanica, odgovora na potražnju, automatizacija distribucije, nadzor i prikupljanje podataka (eng. supervisory and data acquistion (SCADA)), sustav energetskog upravljanja, bežična mreža i ostale tehnologije, upravljanje dalekovodima te optička vlakna. Integrirana komunikacija će omogućiti trenutno djelovanje, izmjenu podataka i informacija kako bi mreža postala optimizirana i sigurna.

-Senzori i mjerenje: Osnovne dužnosti su ocijeniti opterećenje i stabilnost mreže, pratiti rad opreme, spriječiti krađu energije te pružiti podršku kontrolnim strategijama. Tehnologije: napredni mikroprocesori ( Pametni mjerni uređaji) i oprema za očitovanje mjernih uređaja, široko obuhvatni sustav praćenja, trenutno praćenje opterećenja, elektromagnetski čitač za mjerenje i analiziranje, uređaji za automatski obračun cijena, napredni prekidači.
-Pametni mjerni uređaji
-Jedinice mjerenja faze struje. Inženjeri iz područja opskrbe el. energije vjeruju da se nestanak struje može spriječiti ili umanjiti ako se velika područja podijele na više manjih koji bi imali vlastite fazne mjerne uređaje.
-Uređaji za kontrolu protoka struje: potrebno ih je postaviti na postojeće linije za prijenos energije kako bi se mogao kontrolirati protok. Tada bi linije za prijenos energije omogućile veću primjenu obnovljivih izvora pružajući stabilnije i trenutno kontroliranje energije unutar mreže. Ova tehnologija omogućuje mreži učinkovit način spremanja energije iz obnovljivih izvora za upotrebu.
-Pametni generatori koji koriste napredne dijelove: Ovaj koncept uparuje potrošnju s proizvodnjom koristeći više istih generatora koji se mogu pokrenuti, zaustaviti ili raditi učinkovito na odabranom opterećenju, neovisno jedan od drugoga, što ih čini prikladnima za uobičajena opterećenja, ali i onda kad je potražnja povećana. Usklađivanjem opskrbe i potražnje ključno je za stabilnu i pouzdanu opskrbu el. energijom. Pružatelji usluga prijenosa energije trenutno su posvećeni rješavanju problema balansiranja, pokušavajući uskladiti generatore i opterećenja mreže. Balansiranje opterećenja postalo je još zahtjevno zbog većeg broja naizmjeničnih generatora kao što su vjetroagregati ili solarne farme. Oni prisiljavaju druge generatore da se prilagode njihovim ulazima na mrežu, što prije nije dolazilo do izražaja. 
- Automatizacija el. sustava omogućuje brzu dijagnozu i precizna rješenja za posebne mrežne poremećaje ili prekide. 

### IT kompanije mijenjaju tržište energetike
Pametna mreža omogućuje IT-tvrtkama rješenja koja tradicionalne mreže nisu mogle. Ova nova rješenja stvaraju put novim dijelovima koji prije nisu bili povezani s energetskim mrežama. Tehnološke kompanije mijenjaju tradicionalno tržište energije na nekoliko načina. Oni razvijaju kompleksne distribucijske sustave kako bi stvorili što decentraliziranija proizvodna postrojenja kao što su mikromreže. Povećanim prikupljanjem podataka pojavljuju se nove mogućnosti za tehnološke kompanije kako bi razvili mrežne senzore na razini korisnika i time kontrolirali rezerve sustava. Tehnologija u mikromrežama čini energiju jeftinijom u kućanstvima nego kupovanje od velikih postrojenja. Korisnici mogu kontrolirati svoju potrošnju lakše i puno učinkovitije ako su povezani, preko pametnih telefona, sa svojim pametnim mjernim uređajima. Rad i pouzdanost mikromreža i dalje ovisi o komunikaciji s proizvodnim postrojenjima, skladištima te potrebama opterećenja.

#### Posljedice
Kao posljedice ulaženja tehnoloških poduzeća u tržište energije, postrojenja i DSO (eng. Distribution System Operator/Operator Sustava Distribucije) moraju napraviti nove modele poslovanja kako bi zadržala svoje korisnike i kako bi stvorili nove.

#### Uključivanje potrošačke strategije
DSO fokusira se na stvaranje potrošačkih strategija kako bi stvorili povjerenje prema korisnicima. Kako bi zadržali i privukli potrošače koji odluče proizvoditi vlastitu energiju kroz mikromreže, DSO može ponuditi kupo-prodajni ugovor za suvišak energije koji korisnik ostvari.  Neosjetljivost IT-kompanija, DSO i postrojenja mogu iskoristiti kako bi svojim tržišnim iskustvom dali korisniku savjete o korištenju energije i kako bi mu podigli efikasnost i time stvorili okružje dobre usluge za svoje korisnike.

#### Obnovljivi izvori energije
Generatori obnovljivih izvora energije mogu biti ponekad spojeni na distribucijskoj razini,umjesto na prijenosnu mrežu, što znači da DSO može upravljati tokovima i distribuirati energiju lokalno. To daje novu mogućnost DSO kako bi proširili svoje tržište prodajući energiju direktno korisniku. Istovremeno, ovo postavlja nove izazove za postrojenja na fosilna goriva koja su zarobljena sa starim dijelovima postrojenja, koja, također, iziskuju i velika ulaganja. Striktnije regulacije za postrojenja na tradicionalnija goriva, koja propisuju vlade, onemogućavaju i otežavaju ostajanje u pogonu takvih postrojenja i time se stvara pritisak kako bi i oni prešli na obnovljive izvore energije. Primjer postrojenja koje je promijenilo svoj model poslovanja da bi proizvodili više na obnovljive izvore energije je norveška kompanija, Equinor, koja je bila državna tvrtka za plin i naftu. Trenutno svoje investiranje su usmjerili na obnovljive izvore energije.

## Istraživanja

### Glavni istraživački projekti
IntelliGrid - osnovan je od Electric Power Research Institute (EPRI), ovaj program omogućuje metodičnost, korištenje alata, i preporuke za standarde i tehnologiju za postrojenja u smislu planiranja, specificiranja i proizvodnju IT-baziranih sustava, kao što su napredno mjerenje, automatizaciju distribucije i odgovora na potražnju. Pruža također laboratorij za procjenu uređaja, sustava i tehnologije. Nekoliko postrojenja je primijenilo ovaj program uključujući Southern California Edison, Long Island Power Authority, Salt River Project, and TXU Electric Delivery. Konzorcij IntelliGrid-a je javno-privatno partnerstvo koji integrira i optimizira svjetska istraživanja, financira razvoj i primjenu novih tehnologija, te širi tehničke informacije.
Grid 2030 - je zajednička izjava vlade SAD-a za razvoj električnog sustava, obuhvaća industrijska postrojenja, opremu tvrtki, pružatelje tehnoloških informacija, federalne i državne agencije, zainteresirane grupe, sveučilišta i državne laboratorije.  Pokriva proizvodnju, prijenos, distribuciju, skladištenje i krajnje korištenje el. energije. Američki The National Electric Delivery Technologies Roadmap je dokument primjene ovog programa. On naznačuje glavne stavke i izazove modernizacije mreže i sugerira put kojim vlada i industrija mogu odabrati da bi izgradili buduću američki električnu mrežu.

## Ekonomija

### Izgled tržišta
Svjetsko tržište Pametnih mreža očekuje svoj velik i brz rast, najbolje se vidi to na primjeru da je 2009. vrijednost bila $69.3 mlrd. dok je 2014. to naraslo na $171.4 mlrd. Predviđa se da će dodatni utjecaj na vrijednost imati pametni uređaji za mjerenje i software-i za prijenos i usklađivanje veliku količinu podataka prikupljenih tim metrima. Nedavno, Svjetski Ekonomski forum izvijestio je da su potrebne transformacijske investicije od $7.6 bilijuna u sljedećih 25 godina da bi se modernizirala, proširila i decentralizirala električna infrastruktura s tehnološkim inovacijama kao ključ tog prijelaza.

## Zabrinutost i mogući problemi
Najviše zabrinutosti dolazi zbog Pametnih mjernih uređaja i uređajima koji su povezani s njima i koji im omogućuju funkcioniranje (daljinski upravljači, prekidači, programi bilježenja stopa naplaćivanja). Neke od glavnih točaka zabrinutosti su:
-zabrinutost za privatnost ili drugim riječima korištenje podataka sa strane zakonodavca
-socijalni problem oko pravedne raspodjele električne energije
-kompleksan sustav stopa naplaćivanja koji uklanja jasnost i proračunljivost, omogućuje nuditelju usluge veću kontrolu nego potrošaču
-prekidači za gašenje struje koji su postavljeni na pametne mjerne uređaje
-da vlada može kontrolirati korištenje električne struje
-zračenje koje emitiraju pametni uređaji

### Sigurnost
Iako modernizacija električne mreže omogućuje optimizaciju svakodnevnih procesa, Pametna mreža, jer je online, vrlo je ranjiva za kibernetičke napade. Transformatori, koji omogućuju prijenos na veće duljine, linije za prijenos i distribuciju posebno su ranjive. 
Sustavi se oslanjaju na senzore, koji prikupljaju podatke na terenu i dostavljaju kontrolnim sustavima, gdje ih algoritmi automatski analiziraju i primjenjuju određenu strategiju. Odluke se ponovo šalju na teren gdje ih oprema provodi. Hakeri su u mogućnosti ometati mrežu kroz automatske kontrolne sustave, smetnje mogu biti i ozbiljne (prekid prijenosa el. energije). Mogu provesti više integriranih napada koji mogu poremetiti informacije koje se prenose unutar sustava, može doći i do napada koji mogu krivo dostaviti informacije o tome kako će neki dio mreže funkcionirati. Mogu pristupiti mreži i preko generatora obnovljivih izvora energije koji su spojeni na mrežu, oni su većinom slabije osigurani. Pametna mreža ima velik broj pristupnih točaka, kao što su mjerni uređaji, te to otežava branjenje svih slabijih točaka sustava.  Zabrinutost postoji i oko komunikacijskih centara unutar mreže.  Budući da je konstruirana za trenutnu vezu između postrojenja i mjerača u kućanstvima, uvijek postoji mogućnost da oni budu zloupotrebljeni. Jedna od ključnih mogućnosti ove povezanosti je i mogućnost daljinskog gašenja opskrbe, što omogućuje postrojenjima brzo prekidanje i ispravljanje opskrbe potrošača. To je nedvojbeno ogroman bonus za pružatelje energetskih usluga, isto tako podiže sigurnost i rješava sigurnosne probleme.
Šteta od takvih napada može biti velika, osobito u financijskom smislu. U slučaju da se neku od podstanica ošteti, njen popravak može trajati od devet dana pa čak i do godinu dana, ovisno o prirodi napada. Može također prouzročiti i nestanak struje na nekom području. Može imati trenutni učinak na transportnu infrastrukturu, kao što je sustav osvjetljivanja, ventilacijske mehanizme za podzemne željeznice, koji u svojoj biti i ovisi o el. struji. 

## Izazovi u budućnosti
Prije nego postrojenje postavi napredne mjerače, ili bilo koji tip pametnog sustava, mora se pozabaviti s poslovnim ulaganjima i svojim mogućnostima. Neke komponente, kao što je sustav stabilizacije energije (eng. Power system stabilizers (PSS)) postavljen na generatorima koji je jako skup, zahtjeva komplicirano uključivanje u sustav kontroliranja mreže, a potreban je samo tijekom hitnih slučajeva i efektivan je jedino ako drugi opskrbitelji ga imaju. Ako nedostaje poticaj za postavljanje takvog sustava, opskrbitelj el. energije ga izbjegava postaviti. Većini postrojenja je teško postaviti komunikacijsku infrastrukturu za samo jednu aplikaciju (npr. očitavanje mjerača). Postrojenje mora definirati nekoliko aplikacija kako bi koristili komunikacijsku infrastrukturu, npr. za očitavanje mjerača, praćenja kvalitete struje, daljinsko uključivanje i isključivanje, omogućavanje reakcije na potražnju. U budućnosti potrebe za korištenje te infrastrukture će porasti i neće zasigurno biti samo kratkotrajno korištena. Svako postrojenje ima jedinstven set poslovnih, regulacijskih i zakonskih uputa koje usmjeruje investicije, to znači da svaka od njih će odabrati drugačiji put za stvaranje njihovih pametnih mreža i drugačije će stvarati svoju Pametnu mrežu. 

### Krađa i gubitci struje
Mnogi sustavi Pametne mreže imaju dvojaku funkciju. Ovo uključuje infrastrukturu pametne mreže koja, kad je korišten s višenamjenskim software-om može otkriti krađu struje i automatski je sprječava, otkrit će kad dođe do nekog kvara u opremi.
Svjetski gubitak zbog gubljenja struje, koji uključuje i krađe, iznosi oko 1-2 mlrd. dolara godišnje. 
Krađa struje predstavlja jedan od većih izazova u pružanju pouzdane usluge opskrbe el. energijom, osobito u zemljama u razvoju.

## Primjena i pilot projekta
Enel – jedan on prvih i najvećih primjera Pametne mreže, je talijanski sustav koji je postavio Enel S.p.A u Italiji. Završen je 2005, projekt Telegestore je neobičan u postrojenjima zato što je tvrtka konstruirala i proizvela svoje vlastite mjerače, koji je djelovao u vlastitom integriranom sustavu, i razvijen je za njega vlastiti software sustav. Projekt Telegstore je cijenjen projekt kao prvi komercijalni primjerak Pametne mreže koji se koristio u kućanstvima i donio je uštedu od 500 mil. Eura godišnje, dok je projekt koštao 2.1 mlrd. eura.
Austin, Texas – u SAD-u, grad Austinu, u Texas-u je odlučio je napraviti svoju vlastitu mrežu u 2003. Godini. Njihova energetska postrojenja su jednu trećinu svojih ručnih mjerača zamijenili s pametnim mjeračima koji komuniciraju pomoću bežične mreže. Trenutno ima oko 700 000 uređaja koji prate stanje u trenutnom vremenu (pametni mjerači, pametni termostati, senzori koji se koriste u velikom području usluge)  i opslužuju oko milijun korisnika i oko 43,000 poslovnih objekata.
Hydro One, u Ontariju, Kanada je jedan od najvećih inicijativa u postavljanju Pametnih mreža, koja primjenjuje standardnu komunikacijsku infrastrukturu iz Trillianta. Do kraja 2010., sustav je opsluživao 1.3 milijuna korisnika.
Grad Mannheim, u Njemačkoj, također koristi u svojoj širokopojasnoj mreži svoj model koji se zove Model City Mannheim MoMa projekt.
Evora – InovaGrid je inovativni projekt u Evori, Portugal koji cilja na opremu električne mreže s uređajima i informacijama kako bi automatizirali mrežnu, poboljšali sigurnost, smanjili troškove rada, unaprijedili efikasnost energije, očuvali okoliš korištenjem obnovljivih izvora energije i električnih vozila. Omogućuje kontrolu i upravljanje cijele državne distribucijske mreže u bilo kojem trenutnu, što omogućuje proizvođačima i tvrtkama koje pružaju energetske usluge da koriste svoje tehnološke platforme kako bi ponudili korisnicima informacije i dali nove vrijedne energetske proizvode i usluge.
U Nizozemskoj projekt (preko 5000 priključaka i preko 20 partnera) je pokrenut kako bi se pokazala integracija pametnih tehnologija, usluga i poslovnih okvira.
Life Factory Microgrid ( LIFE13 ENV/ES/000700)  Arhivirana inačica izvorne stranice od 22. listopada 2018. (Wayback Machine) je demonstrativni projekt koji je dio programa LIFEplus 2013 (Europske Komisije), čiji je glavni cilj bio pokazati, kroz implementaciju industrijske Pametne mreže da mikromreže mogu postati jedno od najprikladnijih rješenja za proizvodnju i upravljanje energijom u tvornicama koje žele minimizirati svoj utjecaj na okoliš.
	== Smjernice, standardi i korisničke skupine ==
Dio inicijative IEEE SmartGrid, IEEE 2030.2 predstavio je produljenu verziju plana koja cilja na sustave skladištenja postrojenja za prijenos i distribuciju. Grupa IEEE P2030 je početkom 2011.godine postavila novi set smjernica za Pametne mreže. Te nove smjernice pokrivaju područje primjene baterije superkapacitatora i letećih kotača (spremaju energiju u obliku rotacijskog gibanja). Ovaj grupacija je također dala nacrt i za integraciju električnih vozila u Pametnu mrežu.
IEC TC 57 stvorio je zajednicu internacionalnih standardad koji se mogu koristiti kao dio Pametne mreže. Ovi standardi uključuju IEC 61850 koji su nacrti za automatizaciju podstanica, i IEC 61970/61968 – Zajednički informacijski model (eng. The Common Information Model (CIM)). CIM omogućuje zajedničku semantiku kako bi se pretvorilo razne podatke u informacije.
OpenADR je komunikacijski standard Pametne mreže koji se koristi za aplikaciju sustava reakcije na potražnju. Tipična primjena je u slanju informacija signala da bi se prouzročilo gašenje uređaja tijekom perioda povišene potražnje.
MultiSpeak je stvorio specifikaciju koja podržava funkcionalnost distribucije u Pametnoj mreži.  Oni imaju čvrst set definicija koje podržavaju skoro sva software-ska sučelja koja su gotovo obavezna za postrojenja distribucije. Integracija MultiSpeak-a je definirana korištenjem ekstenzivnog označenog jezika i internet usluga.
IEEE je napravio i standard da bi podržali sinkronizatore faze- C37.118.
UCA International User Group raspravlja i podržava stvarna iskustva korištenja standarda u Pametnoj mreži.
Postoji rastući trend prema korištenju TCP / IP tehnologije kao zajedničke komunikacijske platforme za aplikacije Pametne mreže, tako da postrojenja mogu implementirati više komunikacijskih sustava, dok IP tehnologija koristi kao zajedničku platformu za upravljanje.
IEEE P2030 je IEEE-voj projekt razvoja "Priručnik za interoperabilnost energetskih tehnologija i informatike s elektroenergetskim sustavom (EPS) i aplikacijama i opterećenjima krajnje uporabe".